# Jagged Little Pill
Jagged Little Pill – album studyjny kanadyjskiej wokalistki Alanis Morissette. Album pojawił się na pierwszym miejscu listy Billboard 200. Sprzedaż wyniosła ponad 33 miliony.

## Lista utworów
Opracowano na podstawie materiału źródłowego
1. "All I Really Want" – 4:45
2. "You Oughta Know" – 4:09
3. "Perfect" – 3:08
4. "Hand in My Pocket" – 3:42
5. "Right Through You" – 2:56
6. "Forgiven" – 5:00
7. "You Learn" – 4:00
8. "Head Over Feet" – 4:27
9. "Mary Jane" – 4:41
10. "Ironic" – 3:50
11. "Not the Doctor" – 3:48
12. "Wake Up" – 4:54
13. "You Oughta Know (remix i ukryte utwory) – 8:13

## Single
1. "You Oughta Know"
2. "Hand in My Pocket"
3. "Ironic"
4. "You Learn"
5. "Head over Feet"
6. "All I Really Want"

## Twórcy
Lista twórców płyty
| - Alanis Morissette - kompozytor, harmonijka, śpiew - Dave Navarro - gitara, gościnnie - Michael Balzary - gitara basowa, gościnnie - Michael Thompson - organy - Glen Ballard - kompozytor, inżynier dźwięku, gitara, instrumenty klawiszowe, miksowanie, producent, programowanie - Chris Bellman - mastering - Ted Blaisdell - inżynier - Jimmy Boyelle - miksowanie - Francis Buckley - miksowanie - Chris Fogel - inżynier, miksowanie - Basil Fung - gitara |  | - Rob Ladd - bębny, perkusja - Michael Landau - gitara - Matt Laug - bębny - Jolie Jones Levine - koordynator produkcji - Victor McCoy - inżynier - Lance Morrison - gitara basowa - Tom Recchion - dyrektor artystyczny - John Patrick Salisbury - zdjęcia - David Schiffman - inżynier dźwięku - Joel Shearer - gitara - Benmont Tench - organy - Rich Weingart - inżynnier dźwięku - Gota Yashiki - rytm |

## Zdobyte tytuły
| Polska (ZPAV)                 | Złota płyta         |
| Australia (Aria)              | 14x Platynowa płyta |
| Austria (IFPI w Autrii)       | 2x Platynowa płyta  |
| Brazylia (ABPD)               | Złota płyta         |
| Kanada (Music Canada)         | 2x Diamentowa płyta |
| Finlandia (Musiikkituottajat) | Platynowa płyta     |
| Francja (SNEP)                | Platynowa płyta     |
| Niemcy (BVMI)                 | 2x Platynowa płyta  |
| Wielka Brytania (BPI)         | 10x Platynowa płyta |
| Stany Zjednoczone             | 16x Platynowa płyta |